# SAX
SAX (англ. «Simple API for XML») — способ последовательного чтения/записи XML-файлов.
Обычно SAX-парсеры требуют фиксированного количества памяти для своей работы, но не позволяют изменять содержимое документа. Всё, что делает SAX-парсер, это сообщает вызвавшему приложению о встретившихся распознанных элементах XML-разметки или о встретившихся ошибках. Связь парсера с вызывающим приложением, как правило, осуществляется посредством функций обратного вызова.
Реализации SAX-парсеров могут различаться, но в целом они устроены однотипно, примерно так, как показано ниже:
```
// ... На примере языка C++

// Поток документа

struct
 
Stream

{

    
virtual
 
xml_char
 
pop_char
()
 
=
 
0
;

    
virtual
 
bool
 
has_data
()
 
=
 
0
;

};

// Класс, которому парсер сообщает о найденных элементах разметки

struct
 
Callback

{

    
virtual
 
void
 
doc_start
()
 
=
 
0
;

    
virtual
 
void
 
doc_end
()
 
=
 
0
;

    
virtual
 
void
 
element_start
(
 
string
 
el_name
 
)
 
=
 
0
;

    
virtual
 
void
 
element_end
(
 
string
 
el_name
 
)
 
=
 
0
;

    
virtual
 
void
 
attribute
(
 
string
 
name
,
 
string
 
value
 
)
 
=
 
0
;

    
virtual
 
void
 
text_node
(
 
string
 
txt
 
)
 
=
 
0
;

    
// ...

};

// Сам парсер. -- Довольно сложный, чтобы его тут полностью записать

struct
 
Parser

{

    
bool
 
parse
(
 
Stream
&
 
xml
,
 
Callback
&
 
cb
 
);

    
// ... 

};

```

Использование:
```
struct
 
MyFileStream
 
:
 
Stream
 
{
 
...
 
};

struct
 
MyCallback
 
:
 
Callback
 
{
 
...
 
};

MyFileStream
 
_stream
(
 
"some_file.xml"
 
);

MyCallback
 
_cb
;

Parser
 
parser
;

bool
 
success
 
=
 
parser
.
parse
(
 
_stream
,
 
_cb
 
);

// Например, "some_file.xml" содержит следующий текст:

// <html lang="en">

//   <b>bold text</b>

// </html>

// Тогда парсер вызовет методы класса "Callback" в следующем порядке:

// _cb.doc_start();

// _cb.element_start( "html" );

// _cb.attribute( "lang", "en" );

// _cb.element_start( "b" );

// _cb.text_node( "bold text" );

// _cb.element_end( "b" );

// _cb.element_end( "html" );

// _cb.doc_end();

```

Применяются SAX-парсеры либо для быстрого поиска по XML-документам, либо во время построения DOM, либо для чтения XML-потоков большого объёма (когда построение DOM требует слишком большого объёма памяти).
SAX — событийный парсер XML.
Он содержит очень похожую модель обработки событий на такую же модель в Java. К примеру, в аплете можно зарегистрировать обработчик события на клик мышкой, а в SAX можно зарегистрировать обработчик события на начало и конец тегов элементов, таких как <name> и </name>.
В этом документе рассматривается XML парсер производства IBM. Он бесплатен и имеет общедоступные исходные тексты.
Возьмём простой пример XML файла:
```
 
<?xml version="1.0" encoding="windows-1251"?>

 
<order>

   
<item>

     
<name>
Soccer
 
Ball
</name>

     
<price>
15.00
</price>

     
<quantity>
5
</quantity>

   
</item>

 
</order>

```

Параметр encoding="windows-1251" необходим для работы в кодировке Windows. Осуществим разбор XML-документа с помощью SAX в несколько шагов. Эти шаги выделены в коде примера.
- Регистрация парсера XML
- Создание экземпляра XMLReader
- Создание экземпляра класса, отвечающего за обработку событий SAX-а
- Подключение обработчика событий к экземпляру нашего XMLReader-а
- Разбор документа посредством передачи XMLReader-у XML файла. (В этом примере используется файл «order.xml», содержащий XML код, приведенный в начале статьи.)

В примере наш класс расширит DefaultHandler. DefaultHandler — это класс-адаптер, который позволит нам обрабатывать только те события SAX-а, которые нам нужны, а не реализовывать все его события.
```
package
 
xml
;

import
 
org.xml.sax.*
;

import
 
org.xml.sax.helpers.DefaultHandler
;

public
 
class
 
SimpleSax
 
extends
 
DefaultHandler
 
{

  
private
 
String
 
currentElement
 
=
 
null
;

  
public
 
static
 
void
 
main
(
String
[]
 
args
)
 
{

    
try
 
{

      
//В JDK 5.0 введен этот парсер, и путь такой: com.sun.org.apache.xerces.internal.parsers.SAXParser.

      
Class
 
c
 
=
 
Class
.
forName
(
"org.apache.xerces.parsers.SAXParser"
);

      
XMLReader
 
reader
 
=
 
(
XMLReader
)
c
.
newInstance
();

      
SimpleSax
 
ss
 
=
 
new
 
SimpleSax
();

      
reader
.
setContentHandler
(
ss
);

      
reader
.
parse
(
"order.xml"
);

    
}
 
catch
(
Exception
 
e
){
System
.
out
.
println
(
e
);}

  
}

  
public
 
void
 
startElement
(
String
 
uri
,
 
String
 
local_name
,
 
String
 
raw_name
,
 
Attributes
 
amap
)
 
throws
 
SAXException
 
{

    
currentElement
 
=
 
local_name
;

    
System
.
out
.
println
(
"start "
 
+
 
local_name
 
+
 
" found "
);

  
}

  
public
 
void
 
endElement
(
String
 
uri
,
 
String
 
local_name
,
 
String
 
raw_name
)
 
throws
 
SAXException
 
{

    
System
.
out
.
println
(
"end "
 
+
 
local_name
 
+
 
" found"
);

  
}

  
public
 
void
 
startDocument
()
 
throws
 
SAXException
 
{

   
System
.
out
.
println
(
"start document"
);

  
}

  
public
 
void
 
endDocument
()
 
throws
 
SAXException
 
{

   
System
.
out
.
println
(
"end document"
);

  
}

  
public
 
void
 
characters
(
char
[]
 
ch
,
 
int
 
start
,
 
int
 
length
)
 
throws
 
SAXException
 
{

   
String
 
value
 
=
 
new
 
String
(
ch
,
start
,
length
);

   
if
 
(
!
Character
.
isISOControl
(
value
.
charAt
(
0
)))
 
{

    
System
.
out
.
println
(
"characters "
 
+
 
value
 
+
 
" found "
 
+
 
currentElement
);

   
}

  
}

}

```